# Дібрівська сільська рада (Диканський район)
Дібрівська сільська рада (до 2016 — Чапаєвська) — колишній орган місцевого самоврядування у Диканському районі Полтавської області з центром у селі Діброва.

## Населені пункти
Сільраді були підпорядковані населені пункти:
- c. Діброва
- с. Дячкове
- с. Кокозівка
- с. Міжгір'я